# Der Alemanne

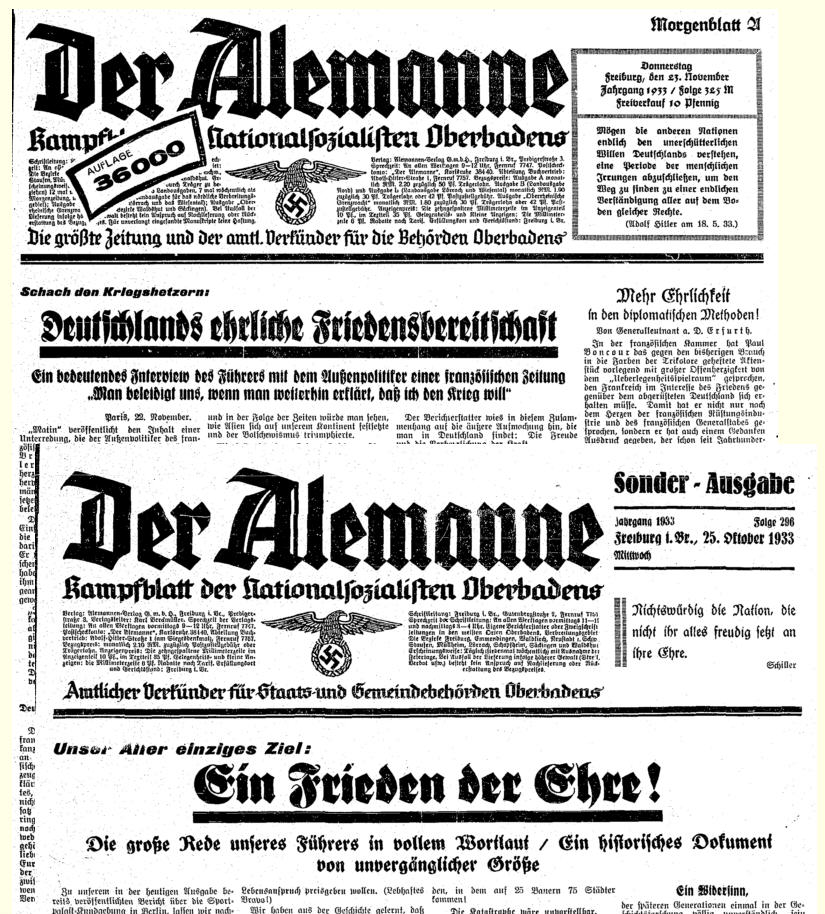
Der Alemanne

Der Alemanne war eine von den Nationalsozialisten herausgegebene Tageszeitung im Raum Freiburg im Breisgau. Der Alemanne erschien erstmals am 1. November 1931. Die Zeitung beschrieb ihre Zielsetzung in der ersten Ausgabe wie folgt:

„Seine Aufgabe wird es sein, […] sowohl den politischen Tageskampf gegen die verlogene rote und schwarze Systempresse aufzunehmen, als auch der zum Nationalsozialismus erwachenden dortigen Bevölkerung lang ersehntes eigenes Sprachrohr im Sinne der Idee Adolf Hitlers zu sein.“

Die Zeitung führte den Untertitel „Kampfblatt der Nationalsozialisten Oberbadens“. Sie betrieb Volksverhetzung  und verbreitete die „Blut-und-Boden-Ideologie“ der Nationalsozialisten, was in der Anfangszeit zu mehrwöchigen Verboten führte. Mit der „Machtergreifung“ der Nationalsozialisten im Jahr 1933 wurde das Blatt endgültig als Propagandaorgan etabliert. Gleichzeitig wurde in Freiburg die Volkswacht verboten und weitere Zeitungen gleichgeschaltet. Der Alemanne erschien zuletzt am 20. April 1945 und wurde dann verboten.
Chefredakteur des Alemannen war Franz Kerber, der darin im März/April 1933 eine Hetzkampagne gegen den amtierenden Oberbürgermeister Karl Bender unternahm. Als Bender seinen Rücktritt anbot, sprach sich der Stadtrat einschließlich der NSDAP-Mitglieder für den Verbleib des Oberbürgermeisters im Amt aus. Nach einer neuerlichen Verleumdungskampagne Kerbers gab Bender am 9. April 1933 zermürbt auf und wurde auf eigenen Antrag „aus gesundheitlichen Gründen beurlaubt.“ Damit war der Weg für Kerber als Oberbürgermeister von Freiburg frei.